# Lilla Lysevattnet (Järbo socken, Dalsland)
Lilla Lysevattnet är en sjö i Färgelanda kommun i Dalsland och ingår i Örekilsälvens huvudavrinningsområde.